# Environmental Microbiology (journal)
Environmental Microbiology est une revue scientifique mensuelle à comité de lecture axée sur les interactions microbiennes et les processus microbiens dans l'environnement. Il est publié par Wiley-Blackwell au nom de la Society for Applied Microbiology.